# Educação na África do Sul
A educação na África do Sul é a segunda melhor do continente africano, perdendo apenas para a Líbia. O ensino é obrigatório para os brancos, mestiços e asiáticos dos sete aos 16 anos e para os negros de sete a 11 anos. Há 12 escolas vocacionais e 23 universidades. Em 1991, com o processo de eliminação do apartheid, as escolas foram autorizadas a receber alunos de todas as raças.
As principais universidades da África do Sul são: a Universidade do Cabo Ocidental (Cidade do Cabo), a Universidade da Cidade do Cabo (Cidade do Cabo), a Universidade do Estado Livre (Bloemfontein), a Universidade de Fort Hare (Alice), a Universidade do KwaZulu-Natal (Durban, Pietermaritzburg, Pinetown, Westville), a Universidade do Limpopo (Polokwane, Ga-Rankuwa), a Universidade do Noroeste (Mafikeng, Mankwe, Potchefstroom, Vanderbijlpark), a Universidade de Pretória (Pretória), a Universidade Rhodes (Grahamstown), a Universidade de Stellenbosch (Stellenbosch) e a Universidade do Witwatersrand (Joanesburgo).